# Czech Open 2014
Il Czech Open 2014, anche noto come UniCredit Czech Open 2014 per motivi di sponsorizzazione, è stato un torneo di tennis facente parte della categoria ATP Challenger Tour nell'ambito dell'ATP Challenger Tour 2014. È stata la 21ª edizione del torneo che si è giocata a Prostějov in Repubblica Ceca dal 2 al 7 giugno 2014 su campi in terra rossa e aveva un montepremi di 106 500 €+H.

## Partecipanti singolare

### Teste di serie
| Nazionalità | Giocatore        | Ranking* | Testa di serie |
| ----------- | ---------------- | -------- | -------------- |
| Rep. Ceca   | Radek Štěpánek   | 40       | 1              |
| Paesi Bassi | Robin Haase      | 50       | 2              |
| Rep. Ceca   | Lukáš Rosol      | 52       | 3              |
| Kazakistan  | Michail Kukuškin | 54       | 4              |
| Stati Uniti | Bradley Klahn    | 71       | 5              |
| Rep. Ceca   | Jiří Veselý      | 81       | 6              |
| Germania    | Julian Reister   | 91       | 7              |
| India       | Somdev Devvarman | 96       | 8              |

- Ranking al 26 maggio 2014.

### Altri partecipanti
Giocatori che hanno ricevuto una wild card:
- Robin Haase
- Adam Pavlásek
- Radek Štěpánek
- Jozef Kovalík

Giocatori che sono passati dalle qualificazioni:
- Tristan Lamasine
- Daniel Knoflicek
- Julien Obry
- Michal Konečný

Giocatori che hanno ricevuto un entry come alternate:
- Theodoros Angelopoulos
- Benjamin Balleret
- Ricardo Hocevar

## Partecipanti doppio

### Teste di serie
| Nazionalità | Giocatore        | Nazionalità | Giocatore       | Ranking* | Testa di serie |
| ----------- | ---------------- | ----------- | --------------- | -------- | -------------- |
| Polonia     | Tomasz Bednarek  | Rep. Ceca   | Lukáš Dlouhý    | 101      | 1              |
| Germania    | Andre Begemann   | Rep. Ceca   | Lukáš Rosol     | 102      | 2              |
| Germania    | Martin Emmrich   | Germania    | Christopher Kas | 111      | 3              |
| Rep. Ceca   | František Čermák | Russia      | Michail Elgin   | 123      | 4              |

- Ranking al 26 maggio 2014.

### Altri partecipanti
Coppie che hanno ricevuto una wild card:
- Zdeněk Kolář /  David Poljak
- Michal Konečný /  Jaroslav Pospíšil
- Adam Pavlásek /  Jiří Veselý

## Vincitori

### Singolare
Jiří Veselý ha battuto in finale  Norbert Gombos con il punteggio di 6–2, 6–2

### Doppio
Andre Begemann /  Norbert Gombos hanno battuto in finale  Peter Polansky /  Adil Shamasdin con il punteggio di 6–1, 6–2